# Camuflaje por autodecoración

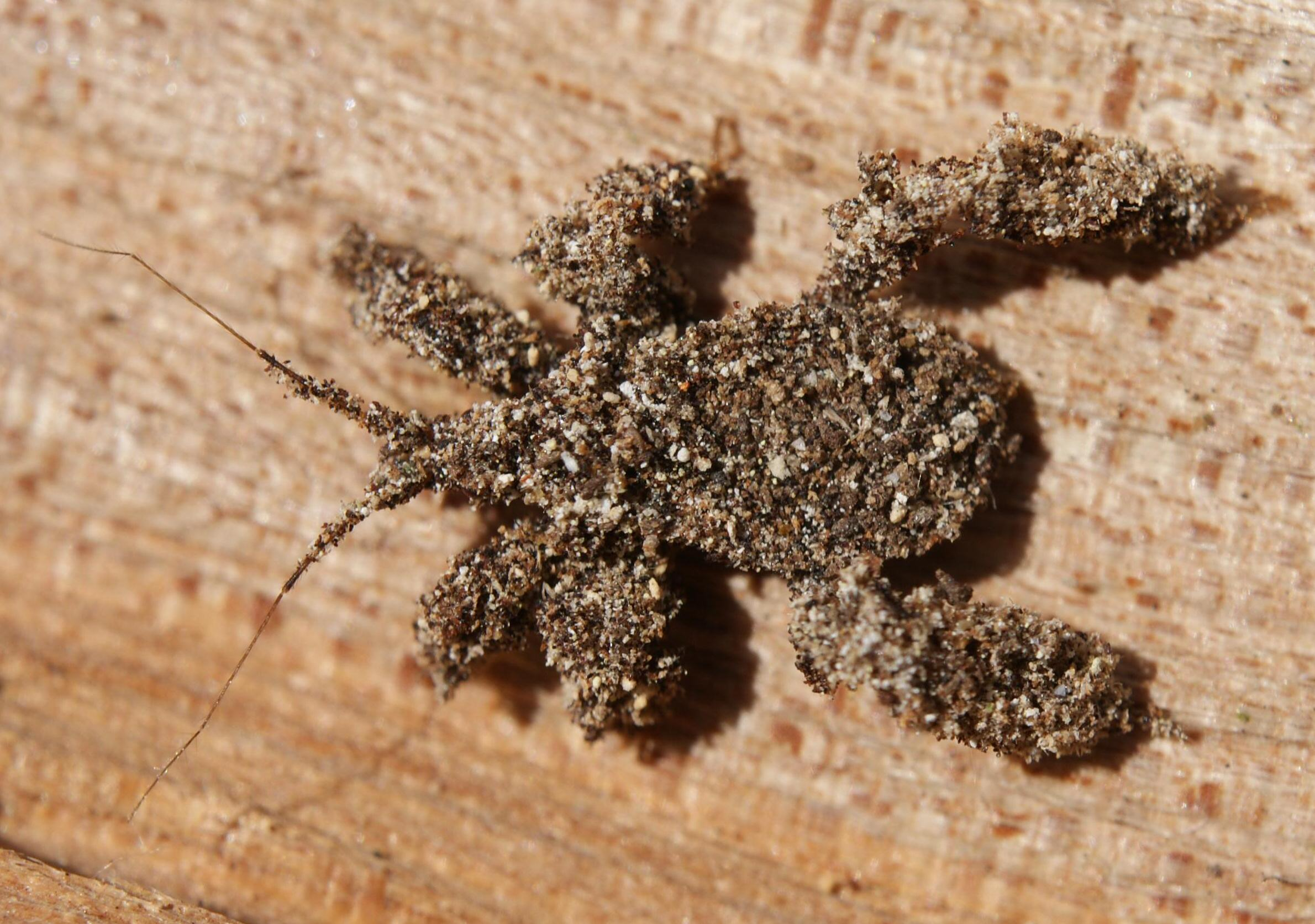
Ninfa de cazador enmascarado, Reduvius personatus, camuflado con pequeños trocitos de madera

El camuflaje por autodecoración es un método  de camuflaje en el cual los animales o los soldados seleccionan materiales, a veces vivientes, del entorno y se cubren con ellos para ocultarse.
El método fue descrito en 1889 por William Bateson, quién observó a los cangrejos Stenorhynchus. Fue clasificado como "protección adventicia" por Edward Bagnall Poulton en 1890, y como "coloración adventicia de ocultamiento" o "semejanza adventicia" por Hugh Bamford Cott en 1940, quién lo comparó a la forma en que los aborígenes australianos acechaban a presas acuáticas, cubriendo sus cabezas con hojas de nenúfares.
En los animales, la autodecoración se encuentra en algunos cangrejos ("cangrejos decoradores") de la familia Majoidea, en algunos insectos como frigáneas y en el cazador enmascarado, ocasionalmente también en pulpos. En camuflaje militar, es usada en los trajes ghillie por francotiradores y en cascos de soldados, con redes para insertar hojas o hierbas de plantas locales, también se usa este camuflaje para cubrir vehículos o artillería.

## Historia

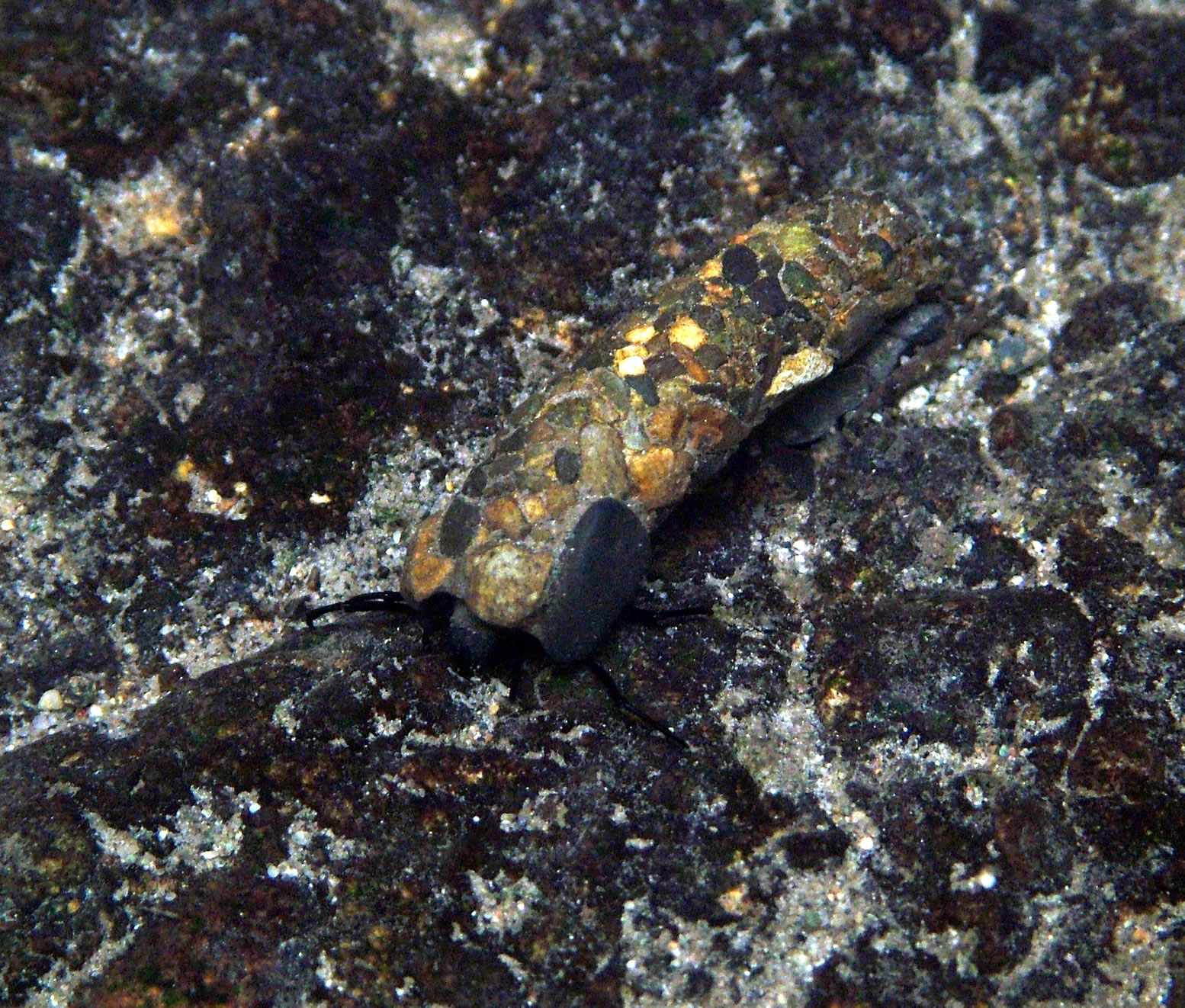
Frigánea. La larva crea un tubo portátil en el que se esconde, decorado con materiales locales, como guijarros pequeños.

En 1889, William Bateson observó en detalle la forma en que los "cangrejos decoradores" ponen materiales en sus dorsos.  Observó que "el procedimiento es sumamente humano e intencional", y que si  se limpia un cangrejo Stenorhynchus "inmediatamente comienza a vestirse con el mismo cuidado y precisión de la vez anterior".
En su libro The Colours of Animals (1890), Edward Bagnall Poulton clasificó la coloración animal protectiva en tipos tales como colores amenazadores y mimesis defensiva. Colocó la autodecoración bajo el título de "protección adventicia", citando el trabajo de Bateson con cangrejos decoradores.
En su libro de texto, Adaptive Coloration in Animals (1940), Hugh Bamford Cott describe la autodecoración bajo el encabezamiento "coloración adventicia de ocultación", también la llama "semejanza adventicia." La describe como un dispositivo "quizás incomparable" para ocultación eficaz, y señala que se lleva a cabo y depende de " un comportamiento  altamente especializado". Además, se relaciona con otros medios de protección que incluyen "aprovechar los medios de protección de socios aposemáticos" y el uso de "escondites fortificados" y madrigueras. Cott los compara a la forma en que los aborígenes australianos usaban hojas de nenúfar para cubrir sus cabezas hasta estar  suficientemente cerca de aves acuáticas para cogerles por las patas.

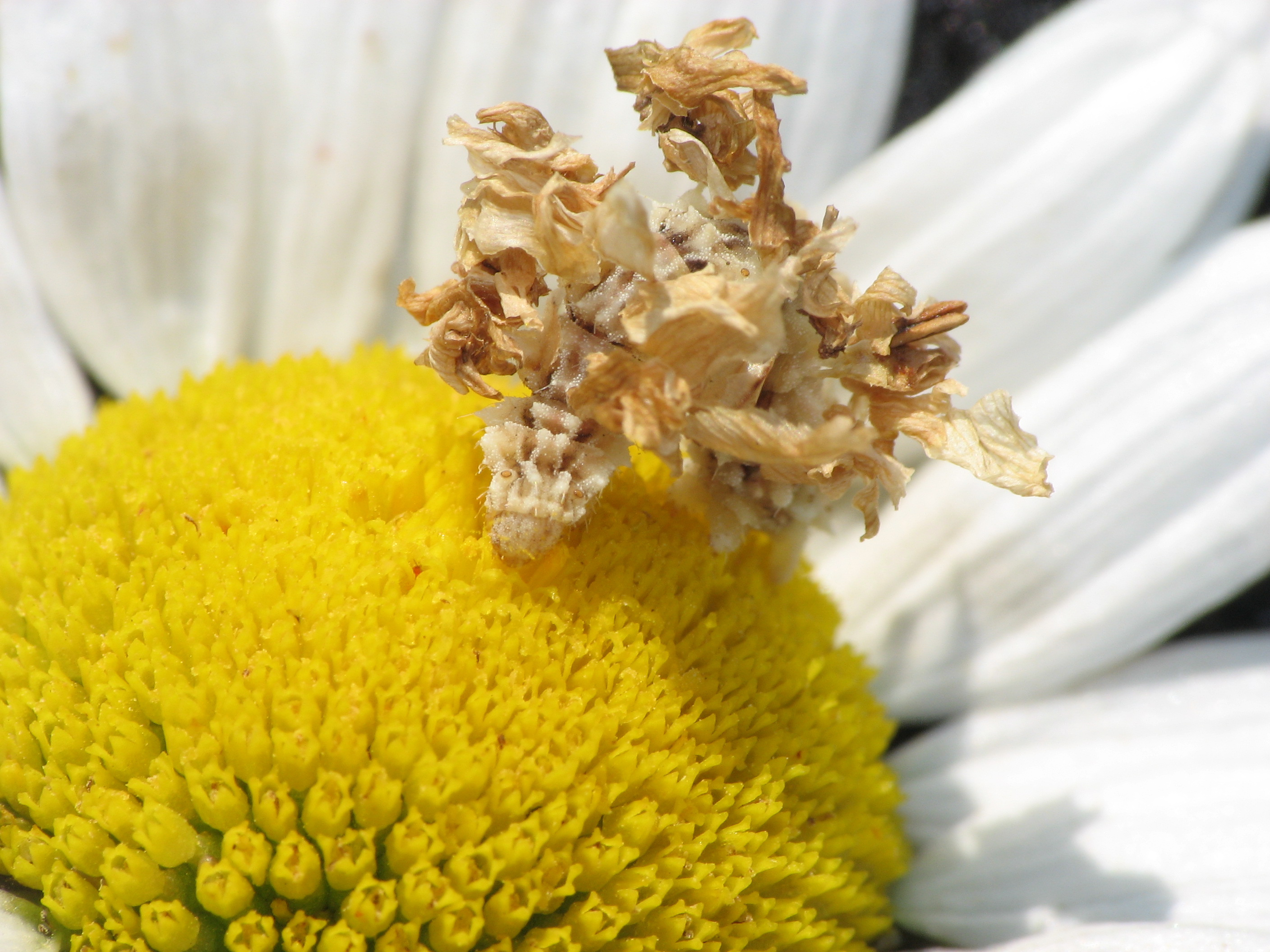
Oruga de Synchlora aerata decorada con pétalos de flores.

## En animales

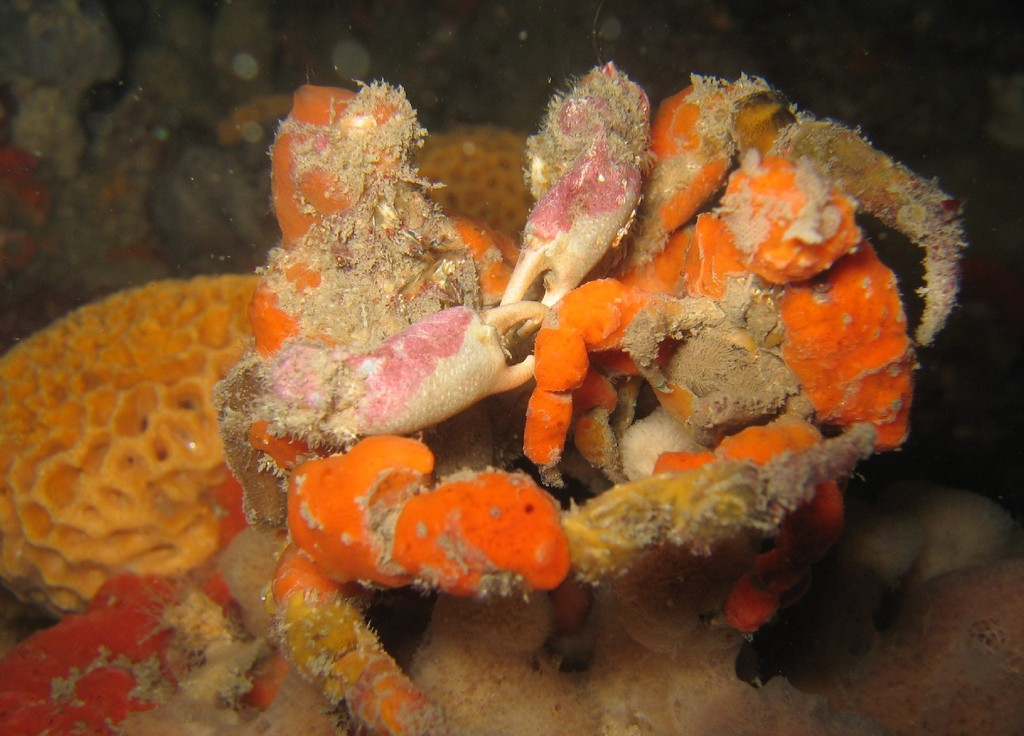
Cangrejos Hyastenus elatus decorándose con esponjas.

Muchos animales, tanto depredadores como presas usan autodecoración para ocultarse.

### Adaptaciones contra depredadores
Muchas especies de cangrejos se decoran con algas, conchas, piedrecillas u organismos vivos como Hydrozoa, esponjas, anémonas de mar para evadir a sus enemigos. Recogen estas piezas y se las enganchan en sus conchas como camuflaje semipermanente, hasta la siguiente muda. Sus conchas están cubiertas de pelos ganchudos en los que pueden colgar estas decoraciones. La relación con algunos de estos animales es mutualista, en el caso de anémonas de mar que son urticantes y que tienen colores aposemáticos.
La autodecoración se da en algunos insectos como en larvas de Ephemeroptera, ninfas del bicho cazador enmascarado y ocasionalmente también en pulpos.

### Mimetismo agresivo
Las larvas de Chrysopidae se decoran con una mezcla de materiales que incluyen su propia cutícula después de cada muda (exuvia) y su propia materia fecal que parece servir para repeler depredadores, además de camuflaje. Las larvas de especies que se alimentan de pulgones se decoran con el material seroso de los pulgones; parece que esto sirve para que las hormigas que protegen a los pulgones no las puedan reconocer, ya que las larvas que carecen de esta decoración son atacadas con mayor frecuencia.
La estrategia ha sido utilizada por cazadores humanos, por ejemplo los aborígenes australianos se disfrazaban con pieles de emú y adoptaban sus posturas para cazar estas aves.

## Uso militar

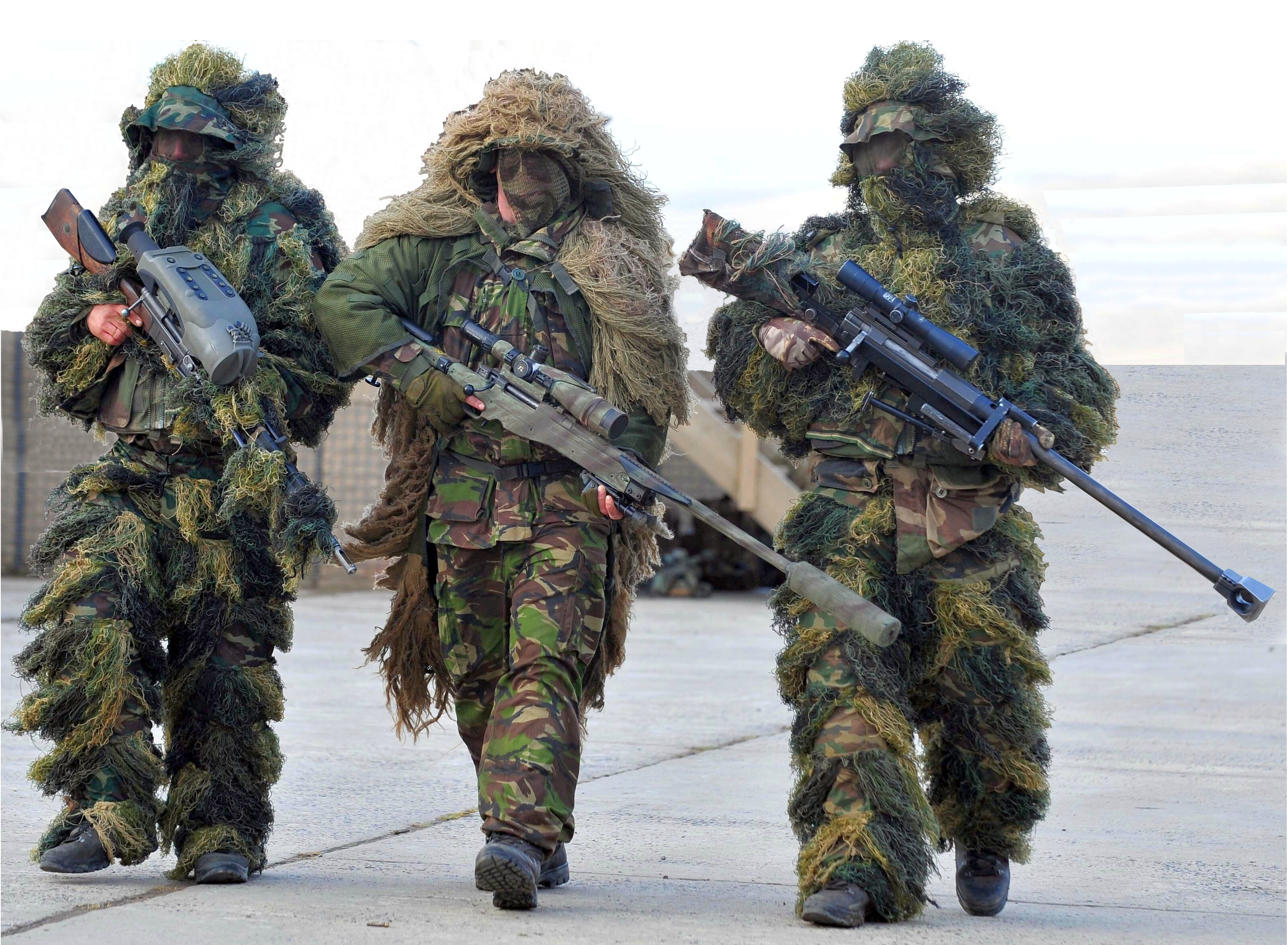
Francotiradores británicos y franceses en trajes ghillie

Cuando los francotiradores, trabajan solos dependen mucho de un camuflaje eficaz. Este es a menudo proporcionado por un traje ghillie, un traje enterizo con muchos bucles en los que se pueden insertar hierbas u otros materiales vegetales que simulen el entorno local, o hecho de tela que simula manojos de hojas. Tal camuflaje tiene las desventajas de ser caliente e incómodo en días calurosos y de limitar la movilidad. El traje ghillie fue diseñado por guardas de coto para cazar ciervos, y fue adaptado por un regimiento de montaña escocés, el Lovat Scouts, para uso militar. Los francotiradores de muchos ejércitos han adoptado el traje ghillie como forma de camuflaje.
Cott usó el ejemplo de la larva de la polilla Comibaena que fija una pantalla de fragmentos de hojas a sus pelos, para probar que el camuflaje militar usaba el mismo método, señalando que el "dispositivo es ... esencialmente igual al usado durante la Gran Guerra para ocultar no orugas, sino tractores,  artillería y posiciones de puestos de observación."